# Jason Varitek
Jason Andrew Varitek (Rochester, 11 de abril de 1972) é um ex-jogador americano de beisebol. Após ser trocado como uma promessa de ligas menores pelo Seattle Mariners, Varitek foi mandado para o Boston Red Sox da Major League Baseball onde atuou de 1997 até 2011.
Participante de três Jogos das Estrelas e ganhador da Luva de Ouro (2005) como receptor, Varitek foi parte integral dos times campeões das Séries Mundiais de 2004 e 2007. Em dezembro de 2004, ele foi nomeado capitão do Red Sox, o terceiro na história do clube, depois de Carl Yastrzemski (1969-83) e Jim Rice (1986-89). Foi dispensado do time em 2011 e se aposentou.

## Estatísticas
- Média de acerto nas rebatidas: 25,6%
- Home runs: 193
- Corridas impulsionadas: 757